# ZAP (operadora)
A ZAP é uma empresa conjunta entre a empresa de telecomunicações portuguesa NOS (30%) e a SOCIP – Sociedade de Investimentos e Participações, S.A. (70%) (100% controlada pela Isabel dos Santos) que disponibiliza televisão por satélite, principalmente para Angola e Moçambique, na África subsariana. A ZAP foi lançada em Angola em 2010, é 100% controlada pela filha do ex-presidente angolano José Eduardo dos Santos, Isabel dos Santos, fornecendo um serviço de TV por assinatura que cobre os países desde a África subsariana até ao sul de Angola. A ZAP opera a partir do satélite Eutelsat W7, colocado sobre África a 36,0 graus Leste, transmitindo em DVB-S2 em cinco transponders de Banda Ku com compressão MPEG-4 e encriptação Nagravision.
A ZAP disponibiliza canais de língua portuguesa para uma região onde os PALOP contam com mais de 40 milhões de habitantes (Angola e Moçambique) dos quais quase 10% (4 milhões) falam português dos quais 10 mil são clientes da ZAP.
De modo a subscrever o serviço de televisão da ZAP o assinante pode usar qualquer um dos dois decodificadores disponísveis. O "HD+" descodifica o sinal encriptado, disponibiliza um guia electrónico de programação, imagem de alta definição e som estéreo 5.1. Foi lançado a nova BOX KAON e Intek em 2019, com nova interface e imagem da maior preferência em HD+. Atualmente a ZAP é propriedade da NOS.

## História
A ZAP iniciou a sua actividade no mercado angolano em abril de 2010, e é actualmente o maior operador de televisão por satélite em Angola, mantendo sempre o compromisso de prestar aos seus clientes o melhor serviço de TV do mercado. No 1º semestre de 2011, entra no mercado moçambicano e torna-se rapidamente líder na disponibilização de conteúdos e canais em português em alta definição.
Desde a sua criação, a ZAP apostou na qualidade de imagem e de conteúdos, definindo um posicionamento que a distingue e aproxima cada vez mais dos seus clientes, disponibilizando produtos e serviços que proporcionam mais entretenimento. O reconhecimento geral da população de norte a sul do país, faz com que a missão da empresa se estenda a outras áreas, como a vertente social. Vidas ZAP é um projecto implementado em 2013, que selecciona anualmente vários orfanatos onde são montados parques infantis e oferecidas televisões com sinal aberto vitalício.
Em março de 2014 surgiu uma nova oportunidade de crescimento para a empresa com a inauguração da produtora ZAP Studios. Um estúdio de produção de televisão que veio preencher a necessidade de mais programas e conteúdos nacionais, que são emitidos exclusivamente no canal ZAP Viva. No mesmo ano, a ZAP prepara o lançamento da sua primeira oferta de Dual Play com o serviço ZAP Fibra, que vem materializar o novo posicionamento da empresa e dar continuidade a uma estratégia de inovação que, desde há muito tempo, tem vindo a caracterizar a actividade da ZAP. Este é um serviço que oferece pacotes de televisão e internet, com funcionalidades inéditas em Angola, como o Restart TV, Timewarp e Videoclube e com as velocidades de internet mais rápidas do mercado.

## Serviços

### Televisão
A ZAP fornece televisão por fibra óptica (sob o nome de ZAP Fibra, só em Angola) e por satélite (sob o nome ZAP Satélite). A empresa de telecomunicações portuguesa, NOS (empresa-mãe) também pussui esse serviços, mas atua só sob a sua marca.
A ZAP também transmite canais de televisão próprios e os da NOS em Angola:
- Zap Novelas e Zap Viva (próprio)
- Blast (pertence a operadora portuguesa NOS, através da sua subsidiária Dremia)
- Globo Internacional e Globo On (em parceria com o grupo de mídia de massa brasileiro Grupo Globo)
- TV Cine (pertence a operadora portuguesa NOS)

### Internet
A ZAP fornece internet por fibra óptica, mas não por satélite, enquanto que sua empresa-mãe NOS, venda pelos dois.

### Cinemas
A ZAP pussui uma cadeia de cinemas denominada ZAP Cinemas. A sua contraparte portuguesa (NOS) pussui também uma cadeia de cinemas denominada Cinemas NOS, que é operada pela sua subsidiária NOS Lusomundo Cinemas (antiga ZON Lusomundo), mas não sendo feita pela NOS, mas sim pelo antecessor da NOS, a ZON Multimédia (em 2014, fundiu-se com a Optimus Telecomunicações para criar a NOS).

## Relacionamento com a NOS
A entrada da NOS na África materializou-se com uma expansão para Angola e Moçambique através de uma empresa conjunta detida em 30% pela NOS e em 70% pela SOCIP – Sociedade de Investimentos e Participações, S.A. (100% controlada pela Senhora Engª Isabel dos Santos), com o objetivo de desenvolver uma oferta de televisão por satélite. A NOS deu assim o primeiro passo de uma estratégia mais ampla de desenvolvimento de operações no continente Africano. A NOS alavancou a sua posição de liderança na produção e distribuição de conteúdos em Portugal, através da venda para o mercado Angolano e Moçambicano dos canais produzidos por si, bem como de canais produzidos por uma empresa conjunta. O enfoque é colocado na força da quantidade de canais em português, conteúdo em alta definição e funcionalidades inovadoras da set top box.
A ZAP está a apresentar um desenvolvimento muito positivo, com uma forte adesão por parte dos clientes, tendo alcançado a liderança do mercado de TV por subscrição em 2014, e sucessivamente ampliado essa liderança nos exercícios seguintes. Recentemente, lançou uma oferta de televisão e internet sobre fibra óptica (FttH) em Luanda, e o seu primeiro complexo de cinemas. A ZAP é um reflexo quase perfeito da portuguesa NOS.